# Estêvão Bettencourt
Dom Estêvão Bettencourt, O.S.B. (Rio de Janeiro, 16 de setembro de 1919 - 14 de abril de 2008), batizado Flávio Tavares Bettencourt, foi um dos mais destacados teólogos brasileiros do século XX. Foi também monge da Ordem de São Bento do Mosteiro de São Bento, na cidade do Rio de Janeiro, Brasil.

## Estudos
Realizou seus estudos fundamentais no Colégio São Bento do Rio de Janeiro. Entrou para o Mosteiro de São Bento em 1 de fevereiro de 1936. Recebeu o hábito no mês de outubro do ano seguinte, quando realizou seus primeiros votos na sala capitular do mosteiro. Por causa de sua devoção aos mártires da Igreja nascente, foi-lhe dado, como padroeiro monástico, Santo Estêvão.
Em novembro de 1937, o abade do Rio de Janeiro, Dom Tomás Keller, considerando a sua inteligência destacada, enviou-o a Roma, para estudar Filosofia no Pontifício Ateneu de Santo Anselmo, onde obteve o grau de bacharel, em 7 de novembro de 1939; e o de doutor, em novembro de 1944, com a defesa de sua tese sobre Orígenes: Doctrina Ascetica Origenis seu quid docuerit de Ratione animæ humanæ cum dæmonibus. Voltou ao Brasil em 1945.

## Profissão monástica
- Em 7 de outubro de 1937, emitiu votos de profissão simples no mosteiro do Rio de Janeiro.
- No mesmo mosteiro em que São Tomás de Aquino recebeu as primícias do ensino, em Monte Cassino, D. Estêvão fez sua Profissão Solene em 7 de novembro de 1940.

## Diaconato
Foi ordenado diácono temporário em Roma, a 12 de julho de 1942.

## Presbiterado
Foi ordenado presbítero na Basílica de Sant'Agnese in Agone, na Piazza Navona, em Roma, a 18 de julho de 1943.

## Trabalho
Retornando ao Brasil, em 1945, torna-se um grande educador, tendo sido professor:
- na Casa de Estudos dos Beneditinos, na cátedra de exegese (desde 1945);
- na Universidade Santa Úrsula (1946 e 1980);
- na Pontifícia Universidade Católica do Rio de Janeiro (1958 a 1961 e 1968 a 1974);
- na Universidade Católica de Petrópolis (1968 a 1978);
- no Instituto Superior de Teologia da Arquidiocese do Rio de Janeiro (desde 1985);
- na Escola Superior de Fé e Catequese Mater Ecclesiae;
- na Escola Luz e Vida de Catequese;
- no Instituto Pio X do Rio de Janeiro (1957 e 1958).

## Publicações e traduções
- Foi diretor e redator da primeira revista sobre Apologética Católica do Brasil, a Pergunte & Responderemos (PR), publicação mensal do Mosteiro de São Bento do Rio de Janeiro, desde 1957 até 2008.
- Foi editor da edição brasileira da revista Communio desde sua fundação em 1982, até 2001.